# أماندا ميرفي (عارضة أزياء)
أماندا جان ميرفي (بالإنجليزية: Amanda Murphy)‏ (من مواليد 16 نوفمبر 1986) عارضة أزياء أمريكية، وأخصائية أشعة، وفارسة. اشتهرت بأنها برادا موس. وقد أدرجت كواحدة من أفضل 50 عارضة في صناعة الأزياء من قبل موديل.كوم, كما ظهرت على غلاف مجلة فوغ الإيطالية مرتين.